# Порумбень (Муреш)
Порумбень, Порумбені (рум. Porumbeni) — село у повіті Муреш в Румунії. Входить до складу комуни Чеуашу-де-Кимпіє.
Село розташоване на відстані 272 км на північний захід від Бухареста, 10 км на північ від Тиргу-Муреша, 73 км на схід від Клуж-Напоки, 136 км на північний захід від Брашова.

## Населення
За даними перепису населення 2002 року у селі проживали 556 осіб.
Національний склад населення села:
| Національність | Кількість осіб | Відсоток |
| -------------- | -------------- | -------- |
| угорці         | 330            | 59,4%    |
| румуни         | 148            | 26,6%    |
| цигани         | 77             | 13,8%    |

Рідною мовою назвали:
| Мова      | Кількість осіб | Відсоток |
| --------- | -------------- | -------- |
| угорська  | 329            | 59,2%    |
| румунська | 148            | 26,6%    |
| циганська | 79             | 14,2%    |